# (33905) Leyajoykutty
2000 KB80 (asteroide 33905) é um asteroide da cintura principal. Possui uma excentricidade de 0.05332210 e uma inclinação de 6.16519º.
Este asteroide foi descoberto no dia 27 de maio de 2000 por LINEAR em Socorro.